# Distensione (siderurgia)
La distensione in siderurgia, è un trattamento termico che consiste nel riscaldamento e nella permanenza a temperature inferiori ad Ac1 ed in un raffreddamento lento.
Lo scopo della distensione è quello di ridurre le tensioni interne senza alterare significativamente la durezza.
In generale, il trattamento di distensione viene eseguito a 150-180 °C per gli acciai al carbonio o debolmente legati, ed a 170-210 °C per gli acciai da cementazione. 
Non sempre questo trattamento è indicato per materiali destinati alla produzione di elementi sottoposti a sollecitazioni di fatica e sollecitazioni flessionali perché lo strato tensionale superficiale può rivelarsi utile per aumentarne la resistenza a fatica.
Perché è utile questo trattamento?
Generalmente, quando trattiamo un materiale, la lavorazione, il taglio e la deformazione plastica provocano un accumulo di compressioni che potrebbero causare variazioni dimensionali indesiderate, soprattutto se rilasciate in modo non controllato, come ad esempio durante un successivo trattamento termico. Dunque, per ridurre al minimo le compressioni dopo la lavorazione e il rischio di variazioni dimensionali, è possibile sottoporre il componente a distensione, che solitamente avviene dopo la sgrossatura, ma prima della finitura finale ad una temperatura compresa tra i 550 °C e i 650 °C per gli acciai, 150-180 °C per gli acciai al carbonio o debolmente legati e a 170-210 °C per gli acciai da cementazione. A seguire verrà eseguita la fase di raffreddamento lenta in un forno o all’aria, che va da una, due o più ore, proprio per evitare tensioni dovute al cambio repentino di temperatura, cosa che succede spesso nei componenti di grosse dimensioni. Ci sono dei casi inoltre dove la distensione può essere effettuata all’interno di un forno con gas inerte per proteggere le superfici dall’ossidazione oppure in forni sottovuoto. Poiché ogni materiale è a sé e possiede caratteristiche diverse, esistono casi in cui alcuni prodotti devono essere sottoposti a successivi trattamenti termici o superficiali e per ognuno di essi la distensione deve avvenire nel rispetto dei loro componenti per garantire il risultato migliore.